# 埃夫里区
埃夫里区（法語：arrondissement d'Évry）是法国法蘭西島大區埃松省所辖的一个区。总面积469平方公里，总人口538583，人口密度1148人/平方公里（2018年）。主要城镇为埃夫里。

## 辖区
埃夫里区辖有51个市镇。